# Estfalia

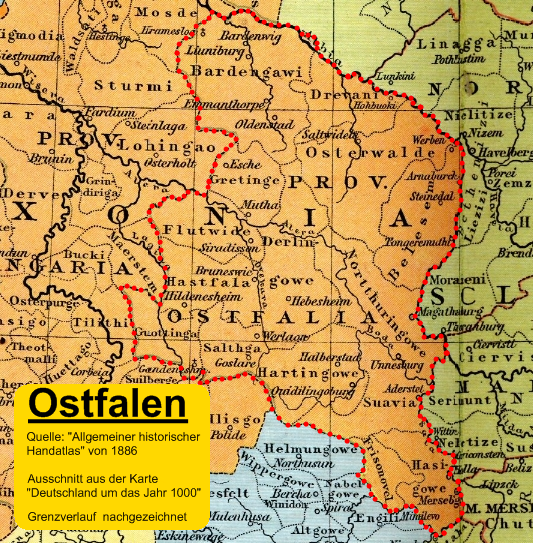
Hartă din secolul al XIX-lea reprezentând Estfalia în anul 1000

Estfalia constituie regiunea istorică din Germania de nord, cuprinzând Gaue (comitate) ducatul de origine al Saxoniei, mărginite aproximativ de râul Leine la vest și de Elba și Saale la est. Teritoriul corespunde părții sud-estice a actualului land al Saxoniei Inferioare și regiunea de apus a landului Saxonia-Anhalt. Împreună cu Westfalia, Angria centrală și Nordalbingia, Estfalia a reprezentat una dintre cele patru regiuni administrative saxone principale.

## Etimologie
Numele Estfaliei, Ostfalen, înseamnă probabil "câmpia de est". Falen este un cuvânt germanic semnificând "neted" și se înrudește cu termenul din limba suedeză veche fala, detectibil astăzi în toponime precum Falbygden sau Falun, precum și în orașul german nordic Fallstedt. Câmpia Germano-Poloneză incluzând Estfalia și Westfalia, separate de râul Weser, este cumva în contrast cu regiunea deluroasă dinspre sud, din Franconia și Thuringia. Spre deosebire de numele Westfaliei, care s-a perpetuat prin Ducatul de Westfalia deținut de arhiepiscopii de Köln, numele Estfaliei s-a pierdut treptat, din momentul în care ducatul de origine al Saxoniei s-a dizolvat după depunerea ducelui Henric Leul în 1180.
Lingviștii germani au reintrodus termenul în secolul al XIX-lea, în cadrul cercetării limbii estfaliene, ca dialect al limbii germane.

## Istorie
Odată înfrânt ducele Widukind de către Carol cel Mare în cadrul războaielor saxone și botezat în 785, pământurile sale au fost integrate în Imperiul Carolingian, iar saxonii s-au convertit la creștinism. De asemenea, au fost instituite episcopatele de Halberstadt și Hildesheim în partea răsăriteană a Saxoniei, mărginită de râul Oker, în 804 și respectiv 815. Ducatul medieval de Saxonia a fost divizat în districtele Estfalia (Ostfalahi), Westfalia și Angria (Engern).
Teritoriul estfalian din zona lanțului muntos Harz a constituit pământul ereditar al lui Henric "Păsărarul", primul duce de Saxonia devenit ulterior, în 919, rege al Germaniei și ai cărui descendenți au reprezentat Dinastia Ottoniană. Această dinastie a lăsat în urmă mai multe abații și castele edificate în stilul romanic, alături de orașele medievale Goslar și Quedlinburg, precum și catedrala Sfintei Maria din Hildesheim și biserica Sfântului Mihail din același oraș. Dat fiind că teritoriul estfalian se mprginea cu pământurile locuite de slavii polabi de dincolo de râurile Elba și Saale, el a devenit teritoriul din care a pornit extinderea germană către răsărit (Ostsiedlung), începută prin invaziile promovate de regele Henric I "Păsărarul" și continuate de margrafii saxoni.
După ce ducele Henric Leul din dinastia Welfilor a fost plasat sub interdict imperial în 1180, Estfalia a fost tot mai mult subdivizată în state mai mici, printre care Ducatul Welf de Braunschweig-Lüneburg și comitatele de Anhalt, Wernigerode și Blankenburg, alături de orașul imperial de Goslar, dar și teritoriile ecleziastice ale arhiepiscopatului de Magdeburg, principatele-episcopale de Hildesheim și Halberstadt și abația din Quedlinburg. Tradiția saxonă a fost perpetuată prin Casa de Ascania, ca duci de Saxa-Wittenberg, care a asigurat pentru sine demnitatea de principe-elector, iar mai târziu a întemeiat Electoratul de Saxonia în zona Elbei superioare.